# Amcor
Amcor Limited — міжнародна компанія, що спеціалізується на виробництві пакувальних матеріалів. Штаб-квартира компанії розташована в місті Цюрих, Швейцарія. Заснована у 1986 році після перейменування Australian Paper Manufacturers. У 2000 році підрозділ компанії, що займався виготовленням паперу був виділений у компанію Paperlinx. Акції компанії торгуються на Австралійській біржі цінних паперів та входять до розрахунку індексу S&P/ASX 50.
Станом на 30 червня 2022 року в компанії працювало 44 000 людей, а обсяг продажів склав 14,5 мільярда доларів США завдяки діяльності приблизно в 200 місцях у понад 40 країнах. Amcor є найбільшим у світі виробником пластикових пляшок. Компанія займає 927 позицію у рейтингу Forbes 2000.

## Amcor в Україні
Amcor представлений в Україні підприємством Амкор Ренч Україна, що займається виробництвом пакувальних матеріалів для тютюнової промисловості. Підприємство розміщене у місті Дергачі, Харківська область. Перша виробнича лінія запущена у березні 2008 року, а офіційне відкриття виробничого комплексу відбулось 16 вересня того ж року. Загальна площа фабрики становить приблизно 8 тис. м², з них виробничий цех — 1,8 тис. м² і складські приміщення — 1 тис. м². Кількість персоналу 77 осіб.